# Diplopeltis huegelii
Diplopeltis huegelii là một loài thực vật có hoa trong họ Bồ hòn. Loài này được Endl. mô tả khoa học đầu tiên năm 1837.